# 山中圣训及治愈癞病人
山中圣训及治愈癞病人（意大利语：Discorso della montagna e guarigione del lebbroso） (349x570 cm) 是意大利文艺复兴画家科西莫·罗塞利的一幅湿壁画，绘制于1481-1482年，位于梵蒂冈西斯汀小堂内。 

## 历史
为了弥合与教宗思道四世的隔阂，洛伦佐·德·美第奇将佛罗伦萨一批最有才华的画家，作为城市文化的使节送到罗马，参与装饰宗座宫内1477年新建的西斯汀小堂。1480年10月离开佛罗伦萨的艺术家中，有桑德罗·波提切利、多米尼哥·基兰达奥和科西莫·罗塞利，佩鲁吉诺已经早在罗马。他们每人都有一些助手，其中一些一流的后来会脱颖而出。例如，罗塞利的助手有皮耶罗·迪·科西莫，就像养子一样亲近他。
科西莫·罗塞利在这些艺术家中是最没有天赋的一位，乔治·瓦萨里说他常遭受其他大师的讽刺。罗塞利意识到自己的局限，但也很狡猾，他大量使用强烈明亮的颜色和金色。在烛光下，很讨教宗的欢心，明确表示自己更喜欢罗塞利，于是罗塞利成为事业的赢家。